# Tomo Akikawabaya

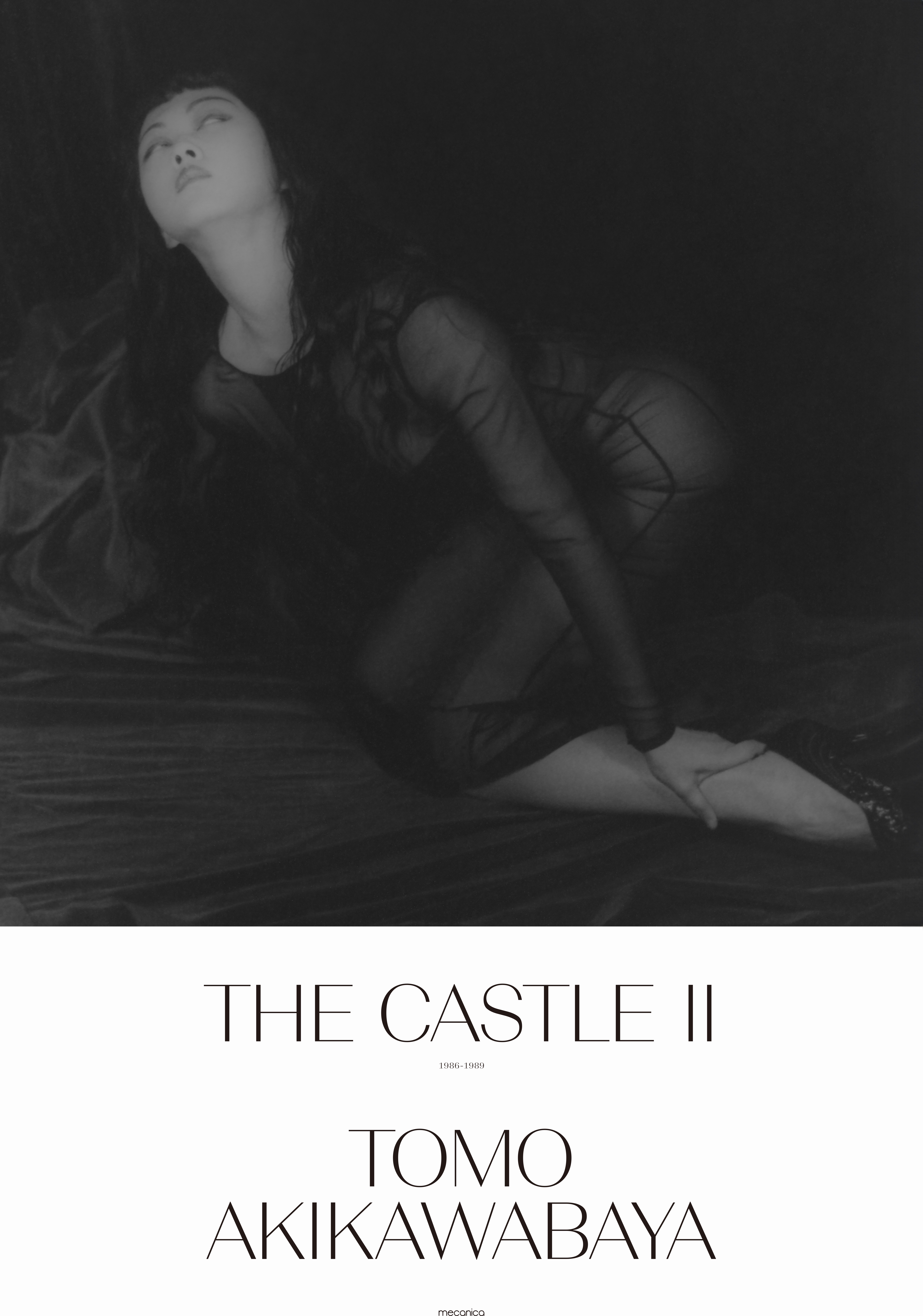

Tomo Akikawabaya（とも　あきかわばや）は、日本の音楽家、エクスペリメンタル・アーティスト、ファッションデザイナー、写真家。

## 略歴
1978ｰ1979年、ファッション勉学のために渡英。その際ロンドンの友人宅で地下室を練習場所としていた当時のバンドDesperate Bicyclesと出会う。偶然、メンバー入れ替えに際し、ギタリストとしてバンドの一員となる。その在籍時、メンバー間での呼び名がTomoであった。しかし1stアルバム（Remorse Code）のレコーディング直前で帰国に。
1979〜1980年、帰国後は、東京都内のライブハウス（荻窪Goodman）にて、ギターソロによる即興演奏のライブ活動を行う。
1981年より、Tomo Akikawabaya名義にて、アルバムThe Castleのスタジオ録音を開始。それを期に、ボーカルとシンセサイザーを中心としたスタイルへとサウンドを変化させた。
この時期、ロックマガジンを主宰する音楽評論家の阿木譲氏よりレーベルVanity Recordsからのリリースを打診され、暫く活動を共にするも実らずに終わった。
ライブを一切行わず、スタジオワークのみ（全詞・英語）の活動は当時の日本のインディペンデント市場に於いて周知される事なく、ボックスセット限定版（1986年）を最終リリースとしてTomo名義の活動を終える。
ボックスセットのタイトル「Rivage De La Convulsion」は、当時Tomoと交流のあった日本のフランス文学者、評論家・生田耕作に翻訳を依頼したもの。
スタジオでのレコーディング期間、ミキシングを担当していた半谷高明（Bea Pot Studio）のデモテープを聞くに際して、その特異な才能に感銘を受け、半谷とのユニットを結成。
1987年以降（ユニット）名義はBeata Beatrixとなり、同名義に於ける録音は現在までに凡そアルバム2枚分（全て未発表）に及ぶ。1997年にベスト盤（CD）をPR用のみに制作。そのアルバムがきっかけとなり、In The Nursery、ロバート・ワイアット等との共演が生まれた。
2019年に、ロバート・ワイアットとの共作を発表するに際して、新たに名義をThe Future Eveと変更し、その活動をHP（The Future Eve featuring Robert Wyatt）にて公開、現在に至る。日本のレーベルFLAUからの最新作のアルバムKiTsuNeのマスタリングはテイラー・デュプリーが担当した。
この2枚組アルバムKiTsuNeが、二人の最後の作品となる。1枚目が従来の半谷とTomoとのコラボ作品、2枚目のRing Versionは、Tomo単独での作品となる。Ring Versionのコンセプトは、The Future EveのHP/Ring Versionにて記載されている。
レコードジャケットに使用された写真は、全てTomo自身がフィレンツェのウフィツィ美術館、タルコフスキーの映画ノスタルジアの撮影舞台となったトスカーナのサン・ガルガノ大聖堂で撮影した。
The Future Eve featuring Robert Wyattの新作アルバム「Ghost」が、2024年3月よりノルウェーのLasse Marhaugのミックスとプロデュースにより進行する。前作のドローンと現代音楽のテイストから、ロバート・ワイアット自身のリクエストによりビート系の作品集となる。
また現在、The Future Eveはアルバム「AQUA」が完成しており、リリースする適切なレーベルを探している状況にある。マスタリングはビヨークのミックス、近年の坂本龍一の全作品のマスタリングを行ったHeba Kadryが担当している。アルバム「AQUA」は、Tomo初となるカバー集（Song to the Siren、Hallelujah）で、大岡英介を始め国内外の多数のミュージシャンが参加している。
2024年、ポーランドのMecanica Records よりThe CastleⅡをリリース。当初のレーベルの予定からは、新型コロナウイルス、ロシア問題等の影響により、足掛け5年ものリリースの遅延となった。
当初、このアルバムは日本に失望したことより、ロンドンでのリリースを目論んでいたもので、実際に現地に行き様々な人にTomoは面会した。その経緯は、HPの1987に記載されている。またThe CastleⅡの詳細な解説はHPのThe CastleⅡにある。

## 音楽性
テクノをベースとしながらも、歌（歌詞）は独自の世界観をもつ。作品への主な影響は、主に文学で有り、エドガー・アラン・ポー、マルキ・ド・サド、ローデンバック、アーサー・マッケン、ロード・ダンセイニ、シェリダン・レ・ファニュ、ジョリス＝カルル・ユイスマンス等であった。

## The Castle
冒頭 Rebirth の前奏部には、Tomo自身の心臓音が含まれて居り、連続する(巨大な)花びらの開花、無限に生まれでる夢をイメージした。
- Mars - ローデンバックの小説「死都ブリュージュ」をベースとしている。
- Fire - フランスの現代美術家、イヴ・クラインの作品（炎）をイメージの源泉としている。また、「死と陶酔」はアルバム全体のテーマとなっている。
- Sleeping Sickness - 再び、アルバム冒頭（Rebirth）への回帰をイメージした作品。
- レコーディングで使われた機材の一部は、当時、同じスタジオでデモ録音を行っていたSALON MUSICの吉田仁から借り受けたもの。
- The Castleはアルバムを通し、イギリス文学の研究家、松岡和子が英詩を監修した。

### アルバム・ジャケット
ジャケット撮影に於いては、モデル・安珠 のために、Tomo自身のデザインにより4点のドレスを制作。スタジオと野外（熱海）での2回の撮影を（Tomo自身が立会い）カメラマン・横木安良夫が行った。The Castleでのドレスは、ロジェ・ヴァディム監督の映画「悪徳の栄」（マルキ・ド・サド原作）でのカトリーヌ・ドヌーブが着用したドレスを元にしたもの。
ロンドン滞在時（1978-1979年）、Tomoの師事したデザイナーはSouth Moltonにアトリエを構えたクチュリエのHachi。後にダイアナ王妃のドレスデザインで話題となった人物。
モデル・安珠は、ジャケット撮影以降、ジバンシィの専属モデルとなりパリに渡り、トップモデルとして活動。またYMOの映画A Y.M.O. FILM PROPAGANDA（1984年）には、女優として出演。
帰国後、安珠がカメラマンに転身した際、Tomoは安珠の撮影でのスタイリング、及び（女優、歌手等の）衣装制作を務める。他にも横木安良夫を始めとし、著名なカメラマン達との仕事を通じ、撮影技術を学び、現在では自らがカメラマンとしても活動を行う。

## Diamond
アルバムThe Castleに続いて発表された作品。12インチ盤での冒頭には、曲ラスト部の逆回転テープが付けられており、（聞く都度）冒頭へと常に回帰する構造となっている。そのアイデアはニーチェの「永劫回帰」からで有り、有限な世界への嘆きと達観、その歌詞を体現したものである。
- The Hill of Dreams - アーサー・マッケンの同名小説に捧げられたもので、焼ける様な夕焼けと鐘の音を再現した作品。

- 曲の後半部には、当時の革新的な楽器GIZMOTRONが使用されて居り、他にもアルバム The Castle での Fire と Dark に於いても効果的に使用されている。

## リイシュー The Invitation of The Dead
長年、インターネットに於いてTomoの曲が拡散し続けた事により、世界中に多くのファンが生まれた。また、各レーベルから再発オファーも相次ぎ、2015年、予てよりTomo自身が関心を寄せるVeronica VasickaのレーベルMinimal Waveにて再発が決定。
同レーベルでは、再発に伴いオリジナル・マスターテープからの音源をデジタルリマスター処理。ジャケットには当時の未発表写真と、 Tomo自身が撮影したThe Castleで実際に使用したドレスの写真を採用し、2枚組、見開きジャケットでリリースされた。ジャケットのデザインはマーク・ジェイコブスやCélineなどのブランドのパッケージングを手がけるグラフィック・デザイナー、Peter Milesが担当した。
再発盤には発表されているレコードのうち、Mars、The Castle、1985 からの全曲が収録されている。

## ディスコグラフィ

### シングル
|     | 発売年 | タイトル       | レーベル       | 収録曲                             | 備考         |
| --- | ------ | -------------- | -------------- | ---------------------------------- | ------------ |
| 1st | 1983年 | Mars           | Castle Records | 1. Mars 2. Dizziness               | 12" シングル |
| 2nd | 1985年 | Anju           | Castle Records | 1. Diamond 2. Dizziness            | 12" シングル |
| 3rd | 1985年 | 1985           | Castle Records | 1. Diamond 2. A Dream of No Pillow | 7" シングル  |
| 4th | 1986年 | Kojiki To Onna | Castle Records | 1. Ray 2. Kojiki To Onna           | 12" シングル |

### アルバム
| 発売年 | タイトル                   | レーベル         | 収録曲 | 備考          |
| ------ | -------------------------- | ---------------- | --- | ------------- |
| 1984年 | The Castle                 | Castle Records   | 1. Rebirth 2. Mars 3. Fire 4. Dark 5. Dizziness 6. The Invitation of the Dead 7. Chair 8. Sleeping Sickness | 12" Double LP |
| 2015年 | The Invitation of The Dead | Minimal Wave     | 1. Rebirth 2. Mars 3. Fire 4. Dark 5. Dizziness 6. The Invitation of the Dead 7. Chair 8. Sleeping Sickness 9. Diamond (12" version) 10. A Dream of No Pillow (12" version) 11. The Hill of Dreams                                          | 12" Double LP |
| 2024年 | The CastleⅡ                | Mecanica Records | 1. Mars, afterwards... 2. Le Voleur 3. Objet d'Amour 4. Untitled 5. The Castle I 6. Machine d'Amour 7. The Steeple of Lewdness 8. The Sea 9. The April (Prologue) 10. The April 11. Ray 12. Boy A. 13. The Wine of Heaven 14. The Castle II | 12" Double LP |

### ボックスセット
| 発売年 | タイトル                | レーベル       | 収録曲 | 備考                              |
| ------ | ----------------------- | -------------- | --- | --------------------------------- |
| 1986年 | Rivage De La Convulsion | Castle Records | Mars - A Mars - B Dizziness The Castle - C1 Rebirth - C2 Mars - D1 Fire - D2 Dark - E1 Dizziness - E2 The Invitation Of The Dead - F1 Chair - F2 Sleeping Sickness Anju - G Diamond - H1 A Dream Of No Pillow - H2 The Hill Of Dreams Kojiki To Onna - I Ray - J Kojiki To Onna | 限定33部、内3枚が白シルククロス装 |

### 参加／共作
| 発売年 | アーティスト         | アルバム   | レーベル           | 収録曲       | 備考 |
| ------ | -------------------- | ---------- | ------------------ | ------------ | --- |
| 1998年 | In The Nursery       | LINGUA     | ITN                | Shonen No Hi | Vocal参加 Cinemix（Remix-2008年）も存在する。 |
| 2003年 | ロバート・ワイアット | Cuckooland | ドミノ・レコーズ   | Tom Hays Fox | ブライアン・イーノが詩と朗読を担当。 タイトルTom Hays Foxはワイアット自身がTomoの実名をもじったもの。 ワイアットとの共作は「KiTsuNe / Brian the Fox」として1998〜2015年の間にバージョンが幾つか存在する。 |
| 2015年 | Nao Katafuchi        | Émergence  | Nadanna/Anna Logue | Awakening    | AwakeningにVocal参加。 冒頭とラストには、Tomoの作品Ray（ピアノ）がサンプリングされている。 |

### 未発表
| タイトル | 備考                           |
| -------- | ------------------------------ |
| Mirror   | The CastleⅡに続く2枚組アルバム |